# Filipe III da Borgonha
Filipe III da Borgonha, dito Filipe, o Bom (Dijon, 31 de julho de 1396 — Bruges, 15 de junho de 1467) foi um príncipe francês da terceira ramificação borgonhesa da Dinastia Capetiana, Duque da Borgonha, de Brabante e das Dezessete Províncias de 1419 a 1467, dentre outros títulos.
Era filho único do Duque da Borgonha, João I, dito João sem Medo. Estendeu os seus domínios à Antuérpia e em 1430 casou-se em terceiras núpcias em Bruges com Isabel de Portugal filha de D. João I, instituindo a Ordem do Tosão de Ouro para celebrar este casamento. Isabel destacou-se naquela que seria a mais rica e refinada corte europeia de então e o filho de ambos, Carlos, o Temerário, viria a suceder Filipe.
Filipe tornou-se duque após o assassinato de seu pai em 1419, um evento que o marcou profundamente e influenciou a sua política inicial. Em retaliação contra os Armagnacs, que culpava pela morte do pai, e contra o Delfim Carlos, Filipe aliou-se à Inglaterra durante a Guerra dos Cem Anos. Foi uma figura chave no Tratado de Troyes (1420), que reconhecia Henrique V da Inglaterra como herdeiro do trono francês.
Contudo, as suas prioridades centraram-se na consolidação e expansão dos seus próprios territórios. Através de herança, compra ou conquista, adicionou aos seus domínios o Condado de Namur (1429), os ducados de Brabante e Limburgo (1430), e os condados de Hainaut, Holanda e Zelândia (1432). Em 1435, no Tratado de Arras, reconciliou-se com Carlos VII de França, reconhecendo-o como rei em troca de uma virtual independência para a Borgonha e da confirmação das suas aquisições territoriais. Mais tarde, adquiriu ainda o Ducado do Luxemburgo (1443).
O seu longo reinado foi um período de grande prosperidade económica e esplendor cultural para os territórios borgonheses, especialmente Flandres e Brabante. A sua corte era itinerante, mas passava longos períodos em Bruxelas, Bruges ou Lille. Filipe foi um notável patrono das artes, apoiando pintores como Jan van Eyck e Rogier van der Weyden, músicos como Gilles Binchois e Guillaume Dufay, e a produção de manuscritos iluminados de luxo. O fausto da corte borgonhesa e as suas complexas cerimónias e festas tornaram-se um modelo para outras cortes europeias.
Apesar do epíteto "o Bom", atribuído talvez mais pela prosperidade do seu ducado do que por uma natureza particularmente benévola, o seu governo também enfrentou desafios, incluindo revoltas urbanas, como em Bruges (1436-1438) e Gante (1449-1453), que reprimiu com severidade. Nos seus últimos anos, a saúde de Filipe deteriorou-se e o seu filho Carlos assumiu progressivamente as rédeas do governo. Filipe morreu em Bruges em 1467, deixando um vasto, rico e complexo conjunto de territórios, conhecido como o Estado Borgonhês, que o seu filho e sucessor, Carlos, o Temerário, tentaria, sem sucesso, transformar num reino independente entre a França e o Sacro Império Romano-Germânico.

## Vida
Nascido em Dijon em 31 de julho de 1396, filho único do duque de Borgonha, João sem Medo e de Margarida da Baviera, filha do Duque da Baviera.
Casou-se, em 1409, aos treze anos de idade, com Michelle de Valois, que tinha quatorze anos, filha do rei Carlos VI de França. Ela lhe dará uma filha, Agnes de Borgonha.
Filipe III de Borgonha tornou-se duque de Borgonha em 10 de setembro de 1419, quando da morte de seu pai, João sem Medo, apunhalado por ordem de seu inimigo, o delfim Carlos (futuro rei Carlos VII de França).
Filipe III decidiu, após o encontro de 25 de dezembro de 1420, manter a aliança com a Inglaterra contra o delfim da França a fim de vingar a morte de seu pai com a ajuda do rei Henrique V de Inglaterra. O duque de Borgonha, Filipe, o Bom, o rei Carlos VI de França e o rei Henrique V de Inglaterra formaram, então, uma tríplice aliança contra o delfim (o futuro Carlos VII), colocando a legitimidade em questão ao acusar Carlos VII de ser fruto de um caso amoroso entre sua mãe, Isabel da Baviera, com Luís de Orleães, irmão do rei da França Carlos VI). Carlos VI, portanto sendo supostamente o tio, e não o pai do delfim Carlos VII, posiciona-se contra a ideia de ser sucedido por este no trono; Carlos VII também supostamente fora o responsável pela morte de João sem Medo, entre outros crimes. Assim, juntamente com sua esposa Isabel de Baviera, Carlos VI apoia seu genro Filipe, o Bom, casado com sua filha Michelle de Valois. Os dois reis e o conde assinam o tratado de Troyes, contra Carlos VII, a 21 de maio de 1421, na catedral de Troyes.
A 2 de junho, na mesma catedral, no entanto, Henrique V de Inglaterra desposa Catarina de Valois, filha legítima de Carlos VI de França e de Isabel da Baviera. Fica concordado que após a morte de Carlos VI de França, Henrique V da Inglaterra tornar-se-á rei da França por seu casamento com uma herdeira legítima da trono da França, irmã da esposa de Filipe, o Bom.
Filipe de Borgonha captura Montereau com a ajuda de Henrique V da Inglaterra, exuma o cadáver de seu pai (João sem Medo, assassinado em um encontro sobre a ponte de Montereau), e o faz enterrar na capela de Champmol de Dijon, ao lado de seu avô, o duque de Borgonha Filipe, o Forte. Filipe, o Bom, reclama depois reparação pela morte de seu pai. O chanceler Nicolas Rolin julga a favor de Filipe, o Bom, mas Henrique V da Inglaterra nega-se a acatar a decisão judicial sobre o assassinato, desrespeitando, assim, a promessa feita em Rouen.
Em 31 de agosto de 1422,  Henrique V da Inglaterra, pouco antes de morrer, pede a seu irmão, o duque de Bedford, que confie a regência de seu sucessor, Henrique VI da Inglaterra, ao duque de Borgonha Filipe, o Bom. Este se nega.
A esposa de Filipe, o Bom, Michelle de Valois, morre a 8 de julho de 1422 em Gante, com 26 anos. Em 1424, Filipe, o Bom se casa com Bonne de Artois (filha do Conde Filipe de Artois), que morre um ano depois.
A 1 de setembro de 1422, Henrique VI da Inglaterra torna-se rei da Inglaterra com dez meses de idade. É seu tio (o irmão de seu pai, o duque de Bedford), que se torna o regente do trono inglês até à maioridade do sobrinho.
A 21 de outubro de 1422, o rei da França, Carlos VI, falece. É assim que Henrique VI da Inglaterra se torna rei da Inglaterra e da França com um ano de idade. O duque de Bedford torna-se, igualmente, regente do trono francês. O delfim Carlos de França é afastado do trono. Esta situação marca o início da segunda fase da Guerra dos Cem Anos entre a França e a Inglaterra.
Em 1423, o duque de Bedford, João de Lancastre, casa-se com Ana de Borgonha, filha do duque de Borgonha João sem Medo, portanto, irmã de Filipe, o Bom.
A 29 de abril de 1429, Joana d'Arc chega a Orleães, terminando por galvanisar, com seu extraordinário fervor divino, as tropas e os chefes de guerra do delfim da França, Carlos VII. Ela convence o duque de Bedford (regente de Henrique VI da Inglaterra) e suas tropas a acabar com a captura da vila na noite de 7 a 8 de maio de 1429.
A 17 de julho de 1429, Joana d’Arc escolta militarmente o delfim Carlos VII de França, atravessam o ducado de Borgonha até a catedral de Reims, onde ele é consagrado rei de França pelo duque arcebispo de Reims Renault de Chartres. Apesar de possível herdeiro do trono francês, Filipe, o Bom, contanto conspirasse contra Carlos VII e fosse seu rival, esteve notoriamente ausente nestes eventos. Joana d'Arc lhe enviou uma carta no mesmo dia da consagração para lhe pedir paz.
Quando da morte do marquês João III de Namur, em 1429, Filipe, o Bom, ganhou possessão do condado de Namur, na Bélgica, que o marquês lhe havia alugado por centro e trinta e duas mil coroas de ouro em 1421, com usufruto até sua morte.
A 10 de janeiro de 1430, Filipe, o Bom, casa-se em terceiras núpcias com a única filha do rei de Portugal, Isabel, em Bruges. Dela terá três filhos : Antônio e Josse, mortos com poucos meses de vida, e Carlos, o Temerário, que o sucederá. É na mesma ocasião deste matrimônio que ele cria a prestigiosa ordem da Toison de ouro.
A 24 de maio de 1430, as tropas do conde João II de Luxemburgo-Ligne e do conde de Guise, ao serviço dos borgonheses, defendem Compiègne, que Joana d'Arc tentava capturar. No curso de uma noite, eles fazem-na prisioneira e a levam-na ao duque de Bedford, regente da França e da Inglaterra, pela soma de dez mil livres. Este, por sua vez, confia-na a um aliado dos ingleses, o bispo de Beauvais Pierre Cauchon, que a acusa de heresia.
A 4 de agosto de 1430, Filipe, o Bom, torna-se duque de Brabante, de Lotária e de Limburgo, em sucessão a Filipe de Saint-Pol.
A 16 de dezembro de 1430, Henrique VI da Inglaterra, que reivindica o trono da França para sua mãe, Catarina de Valois, é consagrado rei da França na catedral Notre-Dame de Paris, com dez anos.
A 30 de maio de 1431, Joana d'Arc, após ter sido julgada pela Igreja, é queimada viva na praça da Velha-Marcha em Rouen.
Em 12 de abril de 1433, Filipe, o Bom, torna-se conde de Hainaut, da Holanda, da Zelândia e senhor de Frise após a traição de Jacqueline de Baviera. Tais possessões, reunidas com as outras possessões borgonhesas do Norte (Flandres, Namur, Luxemburgo). Formarão a partir deste momento os Países-Baixos borgonheses e sendo convocados pela primeira vez os Estados Gerais dos Países Baixos.
Filipe, o Bom, contribui com a reforma do Palácio dos duques de Borgonha de Dijon para uma fachada flamejante, e da criação de uma grande salão para refeições e de cozinhas para trinta cozinheiros.
Com a morte do Duque de Bedford, em 1435, cancela o pacto de ajuda por parte do ducado de Borgonha aos ingleses.
Nesse mesmo ano, iniciam-se em Arras as discussões sobre o fim da Guerra dos Cem Anos e o restabelecimento da paz entre a França e a Inglaterra. Fazem-se presentes os reis da Inglaterra, de Portugal, da Polônia, da Sicília, da Escócia, o duque Filipe, o Bom, e sua esposa, Isabel de Portugal. O chanceler Nicolas Rolin, fundador dos Hospitais de Beaune, é o mentor destas negociações. Os ingleses se negam a aceitar a anulação do tratado de Troyes e abandonam as discussões. A paz de Arras é assinado a 20 de setembro de 1435. Carlos VII de França faz uma citação honrosa da morte de João sem Medo e jura punir os culpados. Confirma, também, os territórios conquistados por Filipe, o Bom com a ajuda dos ingleses. Os ingleses, furiosos, ameaçam Filipe, o Bom. Em troca, este tenta recapturar Calais, mais como o ataque se torna um desastre para suas tropas, Filipe, o Bom se retira para Flandres.
A revolta de Bruges contra Filipe, o Bom, acontece em 1437. Bruges é controlada com a ajuda das vilas de Gante e Ypres.
No ano de 1439, há a Paz de Gravelines entre Filipe, o Bom e Henrique VI de Inglaterra, que permite a retoma do comércio entre a Inglaterra e Flandres.
Já em 1443, a morte da tia de Filipe, a duquesa Elisabeth de Goerlitz de Luxemburgo, permite ao duque ganhar a possessão do Luxemburgo.
Na Revolta de Gantois, em 1453, Gâvres é massacrada.
Neste momento, Filipe III de Borgonha, dito o Bom, é o mais poderoso príncipe da cristandade.
Em 17 de fevereiro de 1454, Filipe, o Bom dá o banquete em Lille, onde, após a conquista de Constantinopla pelos turcos, em 29 de maio de 1453, jura lançar uma nova cruzada, o que jamais ocorre.
Em 1467, a 15 de junho, Filipe o Bom falece em Bruges com setenta e um anos de idade. Seu filho Carlos, o Temerário o sucede à frente do ducado de Borgonha.

## Casamentos
- 1409: Filipe, o Bom casa-se com uma filha de Carlos VI, Micaela de Valois, que faleceu em Gante em 8 de julho de 1422.
- 1424: Casa-se com Bonne d'Artois, que morre um ano depois.
- 1430: Casa-se com Isabel de Portugal, de quem terá três filhos.

## Filhos

### Legítimos
Com Micaela de Valois:
- Agnes de Borgonha.

Com Isabel de Portugal:
- Antônio, morto com poucos meses de vida;
- José, morto também recém-nascido;
- Carlos, o Temerário.

### Ilegítimos
- Cornille,[1] senhor de Elverdinghe, de Vlamentinghe, de Neuve-Église e de Pierrefort, capitão e governador-geral do Luxemburgo;
- Antônio,[2] dito o Grande Bastardo da Borgonha, senhor de Tournehem, filho de Jeanne de Presle de Lizy;
- David,[3] nascido de Jeanne Chastellain, que foi bispo de Thérouanne (após 1451), e depois de Utrecht (após 1456), nascido por volta de 1427 e morto em 1496. Sua mãe Jeanne Chastellain (de Castellana), casa-se em 1442 com Etienne de Bours, dito Maillotin, governador de Gorgues e de Dunkerque, falecido em 1450. Ela morre em 14 de julho de 1462;
- Ana, governanta de Maria da Borgonha. Casada com Adrian de Borssele e mais tarde com Adolfo de Cleves, senhor de Ravenstein;[2]
- Rafael, abade do Mosteiro de São Bavo em Gante, bispo titular de Rosso e bibliófilo;[4]
- Filipe, bispo de Utrecht (após 1517), nascido em 1464 e morto em 1524.

## Mecenas
Grande admirador das artes, Filipe, o Bom encoraja os escultores e, sobretudo, os pintores.

### Os escultores
- Jean de la Huerta e Antônio, o Moiturier realizam as tumbas de João sem Medo e de Margarida da Baviera, pais de Filipe, o Bom.

### Os pintores
- Henri Bellechose,
- Jan van Eyck,
- Rogier Van der Weyden,
- Hans Memling,
- Hue de Boulogne,
- Jean Coustain.

### Os músicos
- Guillaume Dufay.